# Eugenia stenosepala
Eugenia stenosepala är en myrtenväxtart som beskrevs av Hjalmar Frederik Christian Kiaerskov. Eugenia stenosepala ingår i släktet Eugenia och familjen myrtenväxter. Inga underarter finns listade i Catalogue of Life.